# Complexe polymère

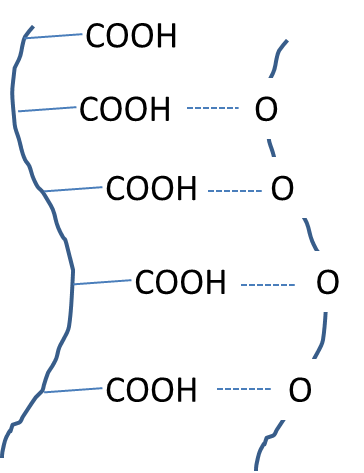
Exemple de complexe polymère-polymère entre l'acide polyacrylique et l'oxyde de polyéthylène. La complexation a lieu par liaison hydrogène.

Un complexe polymère est un complexe formé entre un polymère et au moins un autre composé pouvant être un autre polymère ou une substance de masse moléculaire basse.

## Classification
Selon le composé complexant le polymère, un complexe polymère peut être :
- un complexe polymère-polymère[2] ;
- un complexe polymère-tensioactif[3] ;
- un complexe polymère-métal[1].

## Complexes polymères-polymères
Un complexe polymère-polymère est un complexe dont au moins deux constituants sont des polymères différents. 

### Classification des complexes polymères-polymères
Ces complexes peuvent être classés selon le type d'interaction ayant lieu entre ces deux polymères :
| Interaction            | Type de complexe polymère                | Exemple du premier polymère                                                | Exemple du deuxième polymère                                     |
| ---------------------- | ---------------------------------------- | -------------------------------------------------------------------------- | ---------------------------------------------------------------- |
| Électrostatique        | Complexe polyélectrolyte-polyélectrolyte | Un polycation : la polyéthylèneimine (PEI)                                 | Un polyanion : l'acide polyacrylique (PAA)                       |
| Liaison hydrogène      |                                          | Un polymère accepteur de liaison hydrogène : l'oxyde de polyéthylène (PEO) | Un polymère donneur de liaison hydrogène : l'acide polyacrylique |
| Hydrophobes            |                                          |                                                                            |                                                                  |
| Force de van der Waals | Stéréo-complexes                         |                                                                            |                                                                  |
| Coordination           | Complexes de coordination                |                                                                            |                                                                  |

### Structure des complexes polymères-polymères
Les complexes polymères-polymères peuvent se présenter sous l'une des deux formes suivantes :

### Formation des complexes polymères-polymères
La complexation peut avoir lieu :
- après la polymérisation des deux polymères : les deux polymères sont mélangés en solution ;
- lors de la polymérisation de l'un des deux polymères : un monomère est polymérisé tout au long de la chaîne d'un autre, on parle alors de template polymerization. Ce type de polymérisation peut avoir lieu selon deux mécanismes : mécanisme Pick-up et mécanisme Zip.

La formation des complexes polymères est influencée par plusieurs paramètres, par exemple :
- le pH : dans le cas du PAA par exemple, les liaisons hydrogène ne peuvent avoir lieu qu'à faible pH quand les groupes carboxyle sont protonés ;
- la température ;
- la structure des polymères : les polymères linéaires se complexent mieux que les polymères ramifiés ;
- la concentration en polymère ;
- la masse moléculaire du polymère.